# Activation du développement vocationnel et personnel
 (juin 2015).
L’Activation du Développement Vocationnel et Personnel (ADVP) est une démarche d’orientation professionnelle et personnelle originaire du Québec. Elle a été créée par Denis Pelletier, Charles Bujold et Gilles Noiseux en 1974. 
Elle s’appuie à sa création sur trois bases théoriques. Tout d'abord, les travaux américains cherchant à définir les étapes par lesquelles se constitue un projet professionnel et un projet de vie, en particulier ceux de Eli Ginzberg (1951), de Donald Super en 1963, puis de Tiedeman et Ohara la même année. Le modèle opératoire de l’intelligence conçu par Guilford est également utilisé. Enfin, le modèle de relation d’aide et d’accompagnement personnel défini dans l’Approche centrée sur la personne, de Carl Rogers élaboré en 1969.

## Une méthode d'orientation et d'insertion
Depuis un peu plus d'une dizaine d'années l'ADVP a été largement diffusée en France et utilisée auprès de publics extrêmement variés, que ce soit au niveau de l’âge (de la 6e à la retraite), du niveau d'études (Jeunes de SEGPA ou sortant d'IMPRO à des étudiants de grandes écoles), ou de la situation sociale (scolaires, jeunes marginaux, bénéficiaires du RMI, cadres en reconversion, demandeurs d'emploi de longue durée, étudiants, responsables d'entreprise, etc.).
L’ADVP est arrivée en France très rapidement après sa création au Québec, grâce aux liens entre l’Université Laval à Québec, et l’Université Lyon II en France, et en particulier grâce à Geneviève Latreille, professeur de psychologie sociale, élève de Rogers, et dirigeant le Centre de Formation des Conseillers d’Orientation de Lyon. 
Dès 1976, des élèves conseillers d’orientation reçoivent une sensibilisation à cette nouvelle manière de considérer l’orientation professionnelle, et commencent à l’utiliser. La dimension sociale de l’orientation, peu présente dans les travaux québécois, va ainsi se trouver renforcée. Pour les auteurs québécois, le choix professionnel est une transaction construite par étapes entre la personne et l’environnement. Pour les professionnels français de l’orientation, s’y ajoute une dimension sociale (les valeurs familiales, les identifications liées à la classe sociale d’appartenance, la valeur donnée ou non à tel métier) et politique (soumission ou non des désirs de la personne aux contraintes économiques).
L’utilisation de l’ADVP va s’appuyer sur deux types d’outils développés simultanément par les auteurs québécois. D’une part, un nombre impressionnant de mises en situation collectives, destinées à des groupes d’élèves, d’étudiants, de personnes en recherche d’emploi), souvent issues des techniques de développement personnel inventées par les écoles de thérapie dites « californiennes », comme la gestalt-thérapie, la Bioénergie, etc. Ces mises en situation permettent, chacune, de faire travailler les personnes sur un point précis de leur projet d’orientation. Basées sur une approche rogérienne en ce qui concerne leur animation, approche visant à développer une compréhension personnelle de chacun des participants, elles s’en différencient néanmoins par une forte structuration de la tâche.
Issues de sources diverses, ces mises en situation sont laissées sans copyright par les auteurs québécois, qui cherchent à l’époque à ce que leur approche de l’orientation se développe librement et évolue selon les contextes et les utilisateurs. Très utilisées depuis bientôt 40 ans, elles forment la base commune à de très nombreuses pratiques de groupe ayant pour objectifs généraux l’orientation et l’insertion professionnelle des participants. 
Ces mises en situation, nécessairement adaptées par leurs utilisateurs, ont été utilisées avec succès auprès de publics extrêmement variés, que ce soit au niveau de l’âge (de 12 à 80 ans), du niveau d'études (Jeunes de SEGPA ou sortant d'IMPRO à des étudiants de grandes écoles), ou de la situation sociale (scolaires, jeunes marginaux, bénéficiaires du RMI, cadres en reconversion, demandeurs d'emploi de longue durée, étudiants, responsables d'entreprise, etc.). Mais cette diffusion importante, par photocopie de documents parcellaires, a abouti à un appauvrissement de la pédagogie appartenant à ces mises en situation. 
D’autre part, les auteurs québécois ont proposé, dès le début de leurs recherches, des programmes construits de mises en situations ordonnées dans une suite chronologique, qu’il suffisait de suivre du début à la fin. D’abord pensé comme programme permettant une auto-orientation, comme un programme destiné aux étudiants éloignés des universités construit dès 1972, puis comme des outils très structurés permettant à des professionnels non formés à l’orientation de les utiliser avec un minimum d’efficacité. Ce seront les Programmes d’Éducation au Choix de Carrière, au Québec, proposé dans leur première version en 1983 aux élèves de CEGEP (élèves de 11 à 17 ans). 
Ces programmes seront régulièrement revus, et donneront lieu à des adaptations françaises (Éducation Des Choix). Dans les premières versions de ces programmes, les auteurs québécois sont préoccupés de proposer aux élèves des mises en situation permettant de développer des aptitudes cognitives issues des travaux de Guilford, et identifiées comme permettant à une personne de pouvoir mettre en œuvre pleinement chacune des étapes du projet (voir ci-dessous). Dans les programmes plus récents, cette préoccupation d’éducation cognitive est estompée, au profit de mises en situation ayant fait leur preuve, et une importance nouvelle donnée à la classification de Holland.

## Une démarche en quatre étapes
Le projet tel que le conçoit l’ADVP est constitué de quatre étapes chronologiques bien identifiées. Ces étapes sont issues des travaux de Ginzberg, Super, Tiedeman et O’Hara. Mais elles ont été simplifiées par les auteurs québécois pour être plus opérationnelles. Il s’agit de : 
1. l'exploration : met l'accent sur la découverte de soi (goûts, traits de caractère, préférences…) et de son environnement (métiers, conditions de travail, environnement professionnel…). Cette étape met en œuvre la pensée créatrice;
2. la cristallisation : où il s'agit de comprendre, d'ordonner les informations de dresser en quelque sorte la carte du territoire pour s'y situer, se positionner. Cette étape met en œuvre la pensée catégorielle;
3. la spécification : vise la hiérarchisation des solutions envisagées afin de faire un choix. Cette étape met en œuvre la pensée évaluative;
4. la réalisation : est le temps de la concrétisation et de la mise en place d'un plan d'action. Cette étape met en œuvre la pensée implicative.

Pour chacune de ces quatre étapes, la personne suivant un stage d’insertion ou d’orientation en ADVP va parcourir trois champs thématiques : le Soi (sa personnalité, son histoire), le Monde des activités humaines (métiers, tâches, environnement professionnel, emploi, etc.) et l’Entourage (famille, amis, pairs, etc.).

## Une démarche insérante
L’ADVP part des premières questions que la personne se pose sur elle-même, pour aller jusqu’au plan d’action de son choix personnel et professionnel. Elle se préoccupe tout au long de son action à faire s’effectuer des transactions entre la personne et son environnement, celui-ci autant économique que psychologique, social et familial. Cette méthode est donc tout à la fois centrée sur l’orientation (le choix d’une activité professionnelle) et sur l’insertion (définir et trouver une place adéquate dans la société).
L’ADVP est ainsi utilisée dans les stages d’orientation et d’insertion proposés par Pôle Emploi, les Missions Locales, et plus généralement tous les dispositifs ayant pour mission de faciliter l’insertion professionnelle de telle ou telle population.
Néanmoins, sa finalité est d’aboutir, pour la personne, à un projet de vie, dans lequel le travail n’est qu’une partie, plus ou moins importante selon les personnes. Avoir une famille, réaliser un engagement (religieux, politique, artistique…), font partie du projet de vie, qui peut se résumer à : se définir et accéder à une place sociale où l’on se sente à la fois heureux et utile. C'est-à-dire donner du sens à sa vie.
C’est parce que sa finalité est le projet de vie, envisagé dans toutes ses dimensions, que l’ADVP s’est révélée adaptable à toutes les populations (demandeurs d’emploi, migrants, public handicapé, cadres en reconversion, seniors en préparation à la retraite, etc.).

## Critiques de l'ADVP
Plusieurs critiques ont été adressées à l’ADVP. La première concerne la notion de projet la nature de l'accompagnement.
Si c'est à une personne en tant que sujet que la méthode est censée s'adresser, en s'appuyant pour cela sur la notion existentialiste de projet, C. Revuz (1997) relève qu'il « [tord] assez considérablement l’usage de ce concept provenant de la phénoménologie pour le faire coïncider avec le projet de formation ». L’accompagnant, en suivant les méandres de la méthode ADVP, risque en fait d’enrôler la personne dans une logique de projet où il n'y a pas d’autre choix (au nom de références philosophiques vagues), que d’avoir le « choix » de faire un projet.
C’est là toute l’ambiguïté de l’expression « accompagnement à l’élaboration de projet » : « Qu’accompagne-t-on :  la concrétisation du projet, ou la personne dans sa capacité à vouloir, à se projeter ? ». Dans une utilisation étriquée de l’ADVP, la concrétisation d’un projet professionnel réaliste devient l’objectif unique de l’accompagnement, sans que l’on se préoccupe de savoir si la personne se projette dans l’avenir. La faible efficacité de l’ADVP pour réaliser un accompagnement contraint au projet professionnel est une des raisons qui ont fait penser que l’ADVP était une méthode réservée aux périodes économiques fastes.
La seconde critique concerne les ETAPES du projet. Beauvois et Joule ont montré que deux modèles de choix existent. 
Le premier est celui du choix Rationnel : Le choix démarre de la personne, qui interroge et élabore à partir de son milieu interne (Milieu interne : idéologie, fantasmes, identifications, préférences, intérêts, valeurs, etc.), puis mets en œuvre des conduites dans son environnement (démarches d'information, prises de décisions, choix effectifs), pour aboutir à une action concrète sur son milieu externe, action qui est la réalisation du choix. 
Ce modèle de choix est celui décrit par l’ADVP. Or, le modèle dominant semble plutôt celui du choix de rationalisation, tel que le présentent Beauvois et Joule : Dans ce modèle, c’est d’abord le milieu qui agit (licenciement, opportunité, problème de santé, changement de situation familiale, etc.). La personne met en œuvre des conduites (démarches d'information, prises de décisions, choix effectifs) pour s’adapter à ce changement venu de l’extérieur. Puis elle modifie sa propre vision d’elle-même (milieu interne : idéologie, fantasmes, identifications, préférences, intérêts, valeurs) de façon à garder d’elle-même (voir Festinger, 1957 : théorie de la dissonance cognitive) une image qui soit cohérente avec sa nouvelle situation.
Pour le dire simplement, le modèle rationnel est le modèle de choix qu’utilisent les personnes sur lesquelles peu de contraintes gênent le choix. Le modèle rationalisant s’applique à tous les autres. En échange, l’expérience que gardent les personnes est très majoritairement organisée selon le modèle rationnel. Même si l’élément déclencheur du choix a été subi, la personne finit par l’intégrer, et à le présenter sincèrement comme une chose qu’elle a choisi de faire. Par exemple, un licenciement ayant contraint une personne à se reconvertir devient : À un moment, j’en ai eu assez d’être commercial, et j’ai préféré donner de l’aide aux autres. Et je me suis tourné vers les métiers de la formation. 
Ces travaux ont remis en question toutes les théories et observations aboutissant à définir des étapes au projet professionnel et d’insertion. Celles-ci, pour la majorité des gens, sont des étapes qu’elles ont reconstruites psychologiquement, mais qu’elles n’ont pas vécues pour arriver à leur choix.  
L’ADVP ne sort pas de ces dernières critiques invalidée ou obsolète. Elle s’appuie sur des étapes que les personnes, psychologiquement, connaissent bien ; celles du choix rationnel. Les étapes peuvent alors être utilisées comme « fiction pédagogique », et devenir un cadre structurant à un accompagnement à la définition d’un projet de vie dont on sait maintenant qu’il s’appuiera beaucoup plus sur les évènements du milieu que sur la seule volonté de la personne. 
Autre difficulté la méthode d´Activation du développement vocationnel et personnel part du principe que par l'analyse et le traitement des expériences vécues la personne va élaborer son projet professionnel. Mais en même temps elle préconise de ne pas aborder les expériences négatives et/ ou traumatique parce qu´elles sont déstabilisantes. Ceci est contradictoire avec la construction d'un projet professionnel cohérent : la mise à l’écart de ces expériences négatives n’en supprime pas leur pouvoir pathogène, spécialement lorsqu’il s’agit d’expériences traumatiques. L’ADVP appliquée à des publics fragilisés confronte les formateurs aux « expériences négatives » des participants tout en les laissant démunis. Il s'avère indispensable d’intégrer à cette élaboration de projet le traitement des expériences négatives.
L’ADVP reste une source de mises en situation (collectives ou individuelles) permettant de faire évoluer une personne dans la définition de son projet de vie. Et les étapes intelligemment simplifiées par les auteurs québécois fournissent un cadre pour organiser logiquement cet accompagnement.